# Diplostix mayeti
Diplostix mayeti är en skalbaggsart som först beskrevs av Sylvain Auguste de Marseul 1870.  Diplostix mayeti ingår i släktet Diplostix och familjen stumpbaggar. Inga underarter finns listade i Catalogue of Life.